# Final del Campionat del Món de Clubs de futbol 2022
La Final del Campionat del Món de Clubs de futbol 2022 fou el partit final del Campionat del Món de Clubs de futbol 2022, un torneig de futbol disputat al Marroc. Aquesta va ser la dinovena final del Mundial de Clubs, competició intercontinental organitzada per la FIFA entre els clubs campions dels seus continents, juntament amb el campió de la lliga del país amfitrió de la competició.
La final la van jugar el Reial Madrid, en representació de la UEFA per ser campió de la Lliga de Campions 2021-22, i l'Al-Hilal, nominat per l'AFC per haver estat campió de la Lliga de Campions de l'AFC el 2021. El partit de futbol es va jugar a l'estadi Príncep Moulay Abdellah de Rabat, l'11 de febrer de 2023. L'equip madrileny va guanyar per 5-3 i es va emportar la Copa del Món de la FIFA per cinquena vegada, i comptant amb les tres copes intercontinentals, el Reial es corona campió del món per la vuitena vegada, aïllant-se més en nombre de títols amb relació al Milà i el Bayern de Múnic, amb 4 títols mundials cadascun.

## Context

### Reial Madrid
El Reial Madrid torna al mundial després d'haver guanyat la Lliga de Campions, superant el Liverpool per 1-0 a la final, a París. Aquesta va ser la seva 10a participació en el torneig, comptant també amb la Copa Intercontinental, de la qual va ser campió set vegades i la seva darrera participació va ser el 2018, quan va ser campió en vèncer l'Al-Ain per 4-1. El club arriba a la final després de vèncer l'Al-Ahly per 4-1 a les semifinals.

### Al-Hilal
Al-Hilal es va classificar per al mundial de clubs en ser nominat per l'AFC per ser el campió de la Lliga de Campions de l'AFC 2021, aquesta és la primera vegada que un club asiàtic entra al mundial per indicació de la federació. Aquesta és la tercera vegada que el club saudita participa en la competició, sent que aquesta és la segona participació consecutiva. Els seus millors resultats van ser els quarts llocs el 2019 i el 2021. És la primera vegada que el club arriba a la final després de vèncer el Flamengo per 3-2 a les semifinals.

## Camí a la final
| Reial Madrid                                                           | Equip                         | Al-Hilal                                     |
| ---------------------------------------------------------------------- | ----------------------------- | -------------------------------------------- |
| UEFA                                                                   | Confederació                  | AFC                                          |
| Campió de la Lliga de Campions de la UEFA 2021–22                      | Classificació                 | Campió de la Lliga de Campions de l'AFC 2021 |
| -                                                                      | Play-off pels quarts de final | -                                            |
| -                                                                      | Quarts de final               | 1–1 (a.e.t.) Wydad Casablanca (Kanno 90+4')  |
| 4–1 Al-Ahly (Vinícius 43', Valverde 46', Rodrygo 90+2', Arribas 90+8') | Semifinals                    | 3–2 Flamengo (Salem 4', 45+9', Vietto 70')   |

## Partit

### Detalls
| Reial Madrid                                        | 5–3     | Al-Hilal                     |
| --------------------------------------------------- | ------- | ---------------------------- |
| Vinícius 13', 69' · Valverde 18', 58' · Benzema 54' | Detalls | Marega 26' · Vietto 63', 79' |

| Reial Madrid | Al-Hilal |

| GK              | 1  | Andriy Lunin        |  |     |
| RB              | 2  | Dani Carvajal       |  | 79' |
| CB              | 22 | Antonio Rüdiger     |  |     |
| CB              | 4  | David Alaba         |  |     |
| LB              | 12 | Eduardo Camavinga   |  |     |
| CM              | 18 | Aurélien Tchouaméni |  | 62' |
| RM              | 10 | Luka Modrić         |  | 74' |
| CM              | 8  | Toni Kroos          |  | 74' |
| RF              | 15 | Federico Valverde   |  |     |
| CF              | 9  | Karim Benzema (c)   |  |     |
| LF              | 20 | Vinícius Júnior     |  |     |
| Suplents:       |    |                     |  |     |
| GK              | 26 | Luis López          |  |     |
| GK              | 30 | Lucas Cañizares     |  |     |
| DF              | 3  | Éder Militão        |  |     |
| DF              | 5  | Jesús Vallejo       |  | 79' |
| DF              | 6  | Nacho               |  | 74' |
| DF              | 16 | Álvaro Odriozola    |  |     |
| MF              | 19 | Dani Ceballos       |  | 62' |
| MF              | 31 | Mario Martín        |  |     |
| MF              | 33 | Sergio Arribas      |  |     |
| FW              | 11 | Marco Asensio       |  | 74' |
| FW              | 21 | Rodrygo             |  | 62' |
| FW              | 24 | Mariano             |  |     |
| Entrenador:     |    |                     |  |     |
| Carlo Ancelotti |    |                     |  |     |

| GK          | 1  | Abdullah Al-Mayouf (c) |  |     |
| RB          | 66 | Saud Abdulhamid        |  |     |
| CB          | 20 | Jang Hyun-soo          |  |     |
| CB          | 5  | Ali Al-Bulaihi         |  |     |
| LB          | 4  | Khalifah Al-Dawsari    |  |     |
| CM          | 28 | Mohamed Kanno          |  |     |
| CM          | 6  | Gustavo Cuéllar        |  |     |
| RW          | 19 | André Carrillo         |  | 74' |
| AM          | 10 | Luciano Vietto         |  | 86' |
| LW          | 29 | Salem Al-Dawsari       |  | 74' |
| CF          | 17 | Moussa Marega          |  | 86' |
| Suplents:   |    |                        |  |     |
| GK          | 21 | Mohammed Al-Owais      |  |     |
| GK          | 31 | Habib Al-Wotayan       |  |     |
| DF          | 42 | Muath Faqihi           |  |     |
| DF          | 67 | Mohammed Al-Khaibari   |  |     |
| DF          | 70 | Mohammed Jahfali       |  |     |
| MF          | 8  | Abdullah Otayf         |  |     |
| MF          | 16 | Nasser Al-Dawsari      |  | 74' |
| MF          | 43 | Musab Al-Juwayr        |  |     |
| MF          | 96 | Michael                |  | 74' |
| FW          | 9  | Odion Ighalo           |  | 86' |
| FW          | 11 | Saleh Al-Shehri        |  |     |
| FW          | 14 | Abdullah Al-Hamdan     |  | 86' |
| Entrenador: |    |                        |  |     |
| Ramón Díaz  |    |                        |  |     |

| Millor jugador del partit: Vinícius Júnior (Reial Madrid) Àrbitres assistents: Gary Beswick (Anglaterra) Adam Nunn (Anglaterra) Quart àrbitre: Ma Ning (Xina) Cinquè àrbitre: Zhou Fei (Xina) | Video àrbitre assistent: Massimiliano Irrati (Itàlia) Ajudants de vídeo àrbitres: Fu Ming (Xina) Kathryn Nesbitt (Estats Units) Rédouane Jiyed (Marroc) | Regles del partit: - 90 minuts. - 30 minuts de temps afegit si calgués. - Tanda de penals si el marcador encara estigués empatat. - Dotze suplents - Màxim de cinc canvis, amb una sisena permesa en la pròrroga. |

## Estadístiques
|                       | RMCF | AHSFC |
| --------------------- | ---- | ----- |
| Gols marcats          | 5    | 3     |
| Xuts totals           | 17   | 9     |
| Xuts entre els 3 pals | 11   | 3     |
| Possessió             | 66%  | 34%   |
| Escanteigs            | 6    | 0     |
| Faltes comeses        | 10   | 8     |
| Impediments           | 1    | 1     |
| Targetes grogues      | 0    | 0     |
| Targetes vermelles    | 0    | 0     |